# Picquigny
Picquigny är en kommun i departementet Somme i regionen Hauts-de-France i norra Frankrike. Kommunen ligger i kantonen Picquigny som tillhör arrondissementet Amiens. År 2022 hade Picquigny 1 275 invånare.

## Befolkningsutveckling
Antalet invånare i kommunen Picquigny
| Referens: INSEE |